# Smithville (Tennessee)
Smithville is een plaats (city) in de Amerikaanse staat Tennessee, en valt bestuurlijk gezien onder DeKalb County.

## Demografie
Bij de volkstelling in 2000 werd het aantal inwoners vastgesteld op 3994.
In 2006 is het aantal inwoners door het United States Census Bureau geschat op 4198, een stijging van 204 (5,1%).

## Geografie
Volgens het United States Census Bureau beslaat de plaats een oppervlakte van
15,2 km², geheel bestaande uit land. Smithville ligt op ongeveer 320 m boven zeeniveau.

## Plaatsen in de nabije omgeving
De onderstaande figuur toont nabijgelegen plaatsen in een straal van 28 km rond Smithville.